# Alne församlingsgård
Alne församlingsgård är en kyrkobyggnad som tillhör Arnäs församling i Härnösands stift. Kyrkan ligger i Bonäset i Örnsköldsviks kommun. 
Kyrkobyggnaden invigdes 2014 och ersatte då Järveds kyrka. Altaret, altarfönstret och kyrkklockan har flyttats från Järveds kyrka till Alne församlingsgård.